# Mark Rowley (attore)
Mark Rowley (Paisley, 29 gennaio 1990) è un attore scozzese noto per il ruolo del guerriero irlandese Finan nella serie televisiva The Last Kingdom.

## Biografia
Si avvicinò alla recitazione dopo aver seguito corsi presso la PACE Theatre Company a Paisley. Nel 2013 si è diplomato presso il Royal Conservatoire of Scotland di Glasgow e nello stesso anno è apparso in un episodio della serie televisiva Luther a fianco di Idris Elba.
Rowley è considerato essere l'attore più giovane a recitare nel ruolo di Macbeth, interpretato nel 2018 all'età di 25 anni sotto la regia di Kit Monkman. Rowley è stato inoltre protagonista nel cortometraggio Lift Share, presentato all'Edinburgh International Film Festival a giugno 2018.
Dal 2017 Rowley interpreta il personaggio del guerriero irlandese Finan, fedele compagno del protagonista Uhtred (interpretato da Alexander Dreymon), nella serie televisiva The Last Kingdom prodotta da Netflix.
Nel 2020 Rowley ha interpretato il personaggio di Bain nella miniserie televisiva The North Water assieme alla collega Eliza Butterworth, anch'essa già parte del cast di The Last Kingdom.

## Filmografia

### Cinema
- The Trouble Downstairs – cortometraggio (2014)
- Macbeth, regia di Kit Monkman (2018)
- Lift Share – cortometraggio (2018)
- Guns Akimbo, regia di Jason Lei Howden (2019)
- The Last Kingdom - Sette re devono morire (The Last Kingdom: Seven Kings Must Die), regia di Edward Bazalgette (2023)

### Televisione
- Case Histories – serie TV, episodio 1x01 (2011)
- Doctors – serial TV, 1 puntata (2012)
- Luther – serie TV, episodio 3x03 (2013)
- River City – serie TV, 3 episodi (2013-2014)
- Young Dracula – serie TV, 4 episodi (2014)
- Home Fires – serie TV, episodi 2x05-2x06 (2016)
- The Last Kingdom – serie TV, 36 episodi (2016-2022)
- The North Water – miniserie TV, 1 puntata (2020)
- The Spanish Princess – miniserie TV, 5 puntate (2020)
- Domina – serie TV, episodio 1x08 (2021)
- SAS: Rogue Heroes - serie TV, 6 puntate (2025)

## Videogiochi
- Assassin's Creed: Syndicate (2015)
- Star Wars: Battlefront II (2017)
- Battlefield V (2018)

## Doppiatori italiani
Nelle versioni in italiano delle opere in cui ha recitato, Mark Rowley è stato doppiato da:
- Giuliano Bonetto in The Last Kingdom, The Last Kingdom - Sette re devono morire
- Davide Capenni in Guns Akimbo
- Alessio Cerchi in The North Water
- Nanni Baldini in The Spanish Princess

Come doppiatore è stato sostituito da:
- Marco Benedetti in Assassin's Creed: Syndicate